# Janji Matogu (Bukit Malintang)
Janji Matogu is een bestuurslaag in het regentschap Mandailing Natal van de provincie Noord-Sumatra, Indonesië. Janji Matogu telt 637 inwoners (volkstelling 2010).